# SN 2009ap
SN 2009ap – supernowa typu Ic odkryta 5 marca 2009 roku w galaktyce E138-G27. W momencie odkrycia miała maksymalną jasność 16,90m.